# 内藤忠顕
内藤 忠顕（ないとう ただあき、1955年（昭和30年）9月30日 - ）は、日本の海事実業家。日本郵船株式会社代表取締役社長を経て、同社取締役会長、社団法人日本船主協会会長。

## 人物
愛知県名古屋市千種区出身。愛知県立旭丘高等学校を経て、1978年一橋大学経済学部を卒業。水泳部及び大川政三ゼミ出身。同年日本郵船入社。ジェレミ・ベンサムの「最大多数個人の最大幸福」という言葉に感銘を受け、大学は経済学部を選んだという。日本郵船では、日本貨物航空への出向や、企画部門、タンカー事業、ばら積み貨物船事業、コンテナ船事業などを担当し、石油グループ長などを経て、2015年代表取締役社長に就任。就任内定後の記者会見では「変化のスピードが速くなり、やめる決断が必要になっている」と述べた。趣味は落語鑑賞。2018年、韓進海運が破綻するなど歴史的な海運不況の中、商船三井、川崎汽船とコンテナ船事業を統合し、オーシャン・ネットワーク・エクスプレスを設立。

## 経歴
- 1978年 - 一橋大学経済学部卒業、日本郵船株式会社入社。
- 2004年 - 石油グループ長。
- 2005年 - 経営委員。
- 2007年 - 常務経営委員。
- 2008年 - 取締役・常務経営委員。
- 2009年 - 代表取締役・専務経営委員。
- 2011年 - 代表取締役・副社長経営委員。
- 2015年 - 代表取締役社長・社長経営委員。
- 2019年 - 取締役会長・会長経営委員[5]、日本船主協会会長[6]。
- 2020年 - 内閣総合海洋政策本部参与会議参与[7]、三菱倉庫取締役[8]、日本船主責任相互保険組合組合長[9]。
- 2021年 - ベルギー王冠勲章コマンドール章受章[10]。
- 2022年 - 日本海難防止協会会長[11]、一橋大学経営協議会委員[12]、一橋大学社会科学の発展を考える円卓会議委員[13]。
- 2023年 - 特別顧問[14]。海技大学校感謝状受賞[15]。
- 2024年 - 日本船員雇用促進センター会長[16]。